# Linum trigynum
Linum trigynum är en linväxtart som beskrevs av Carl von Linné. Linum trigynum ingår i släktet linsläktet, och familjen linväxter. Inga underarter finns listade i Catalogue of Life.

## Bildgalleri

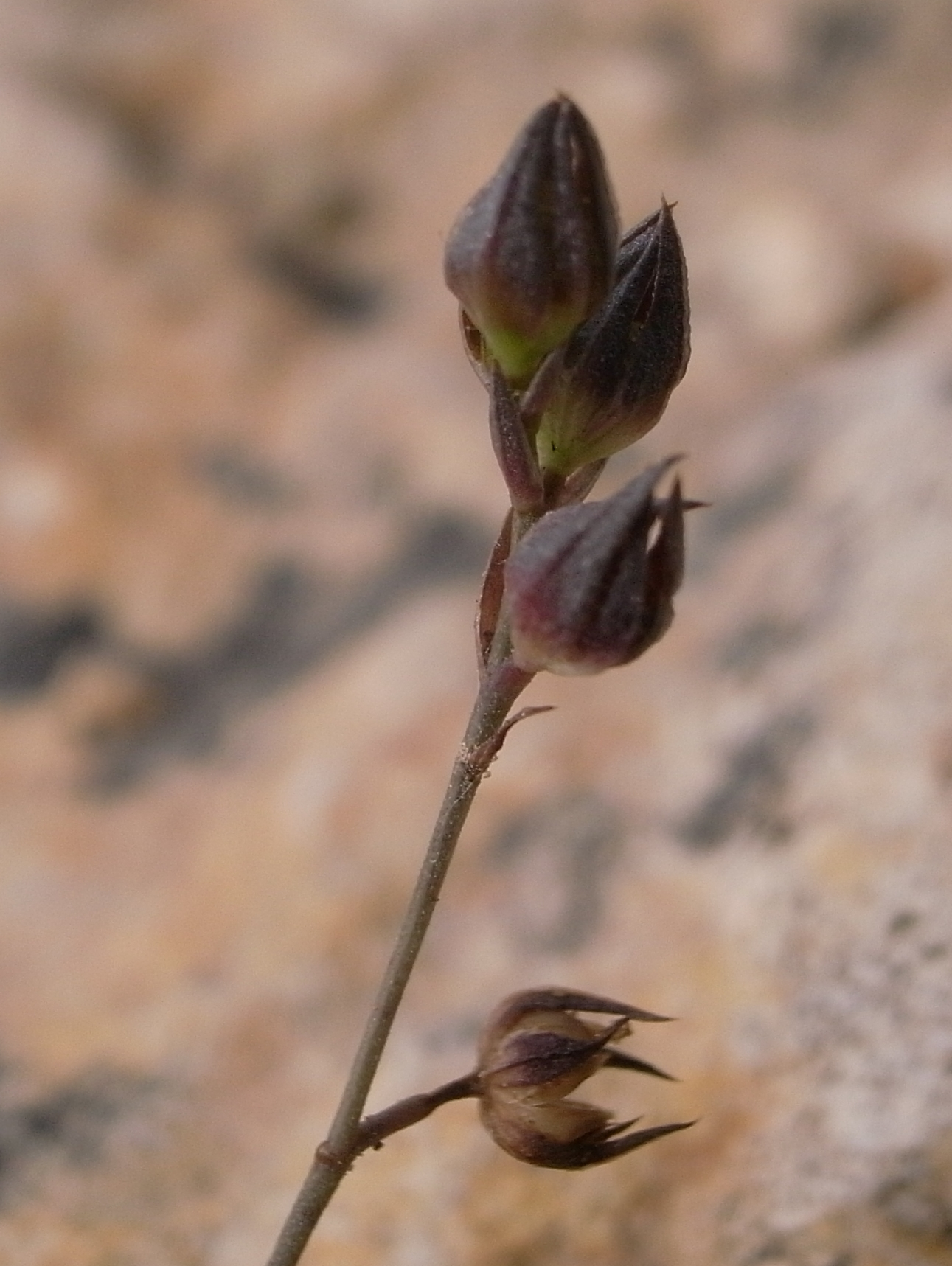
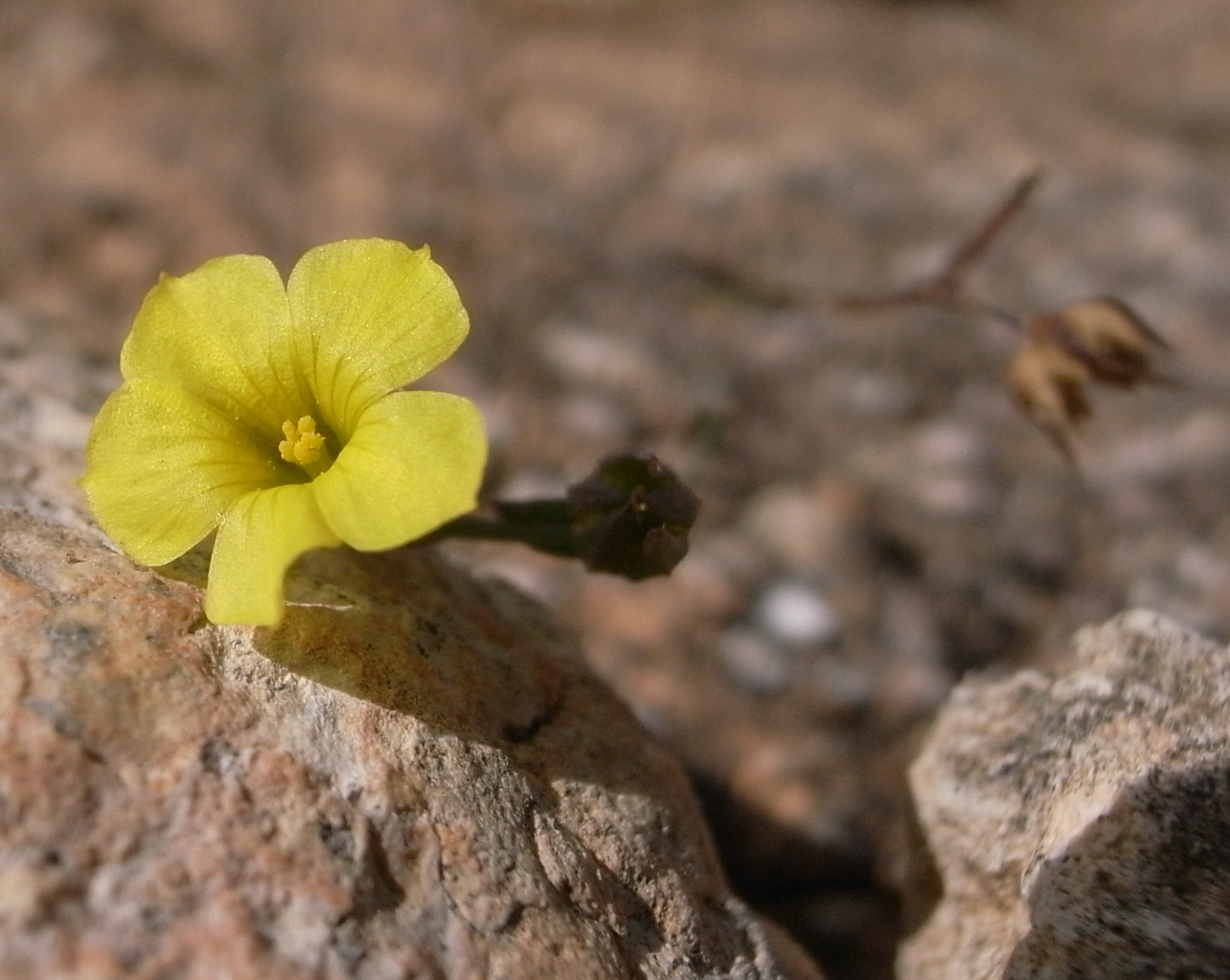
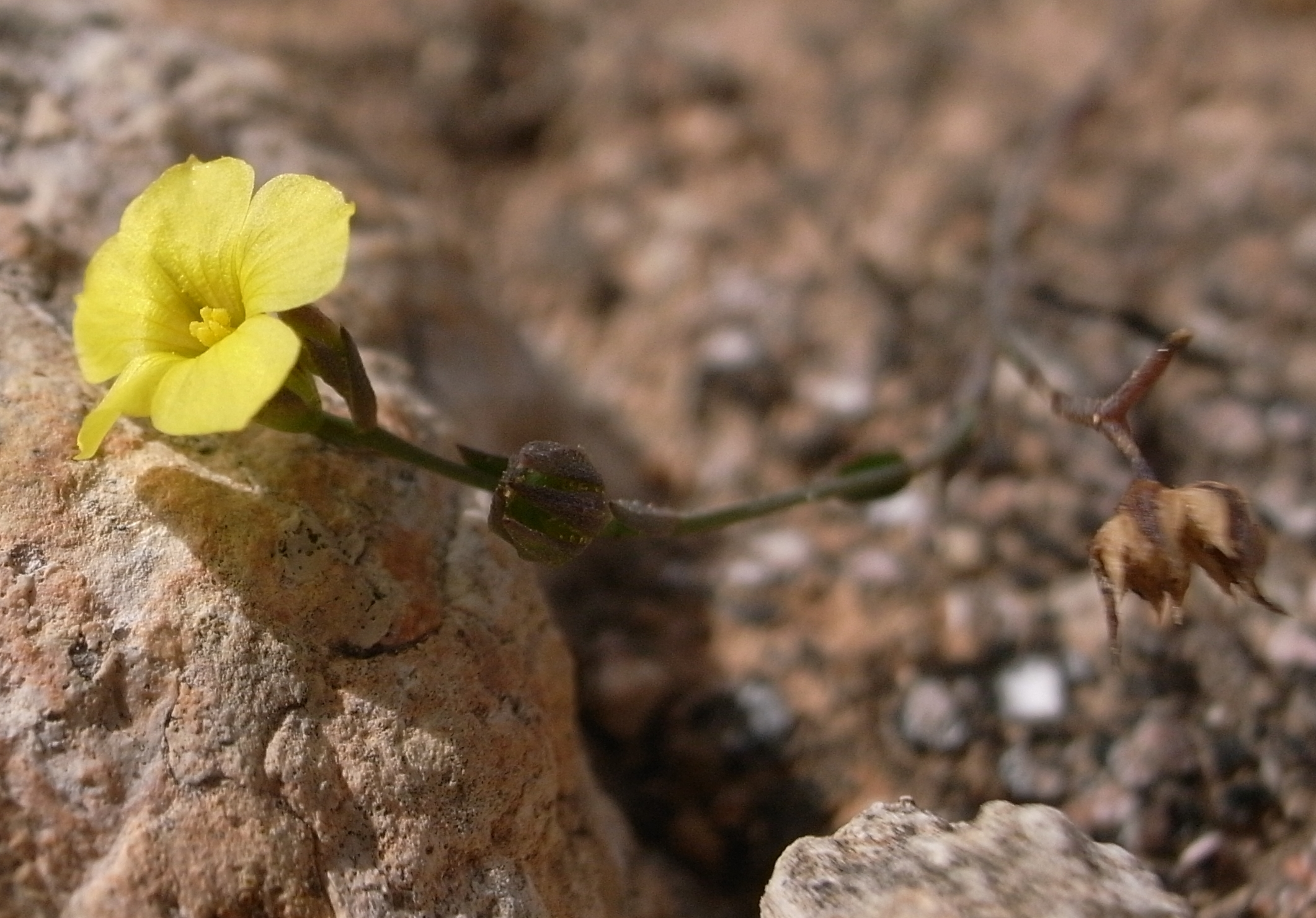